# Поповицкий, Александр Иванович
Александр Иванович Поповицкий (1826, Астраханская губерния — 29 марта (11 апреля) 1904, Санкт-Петербург, Российская империя) — российский духовный писатель, публицист-богослов, журналист и издатель; действительный статский советник.

## Биография
Родился в 1826 году в семье священника Астраханской губернии. Начальное образование получил в Астраханской духовной семинарии, а в 1849 году со степенью кандидата богословия окончил Санкт-Петербургскую духовную академию. Поместил много статей в «Страннике», «Христианском Чтении», «Журнале Министерства Народного Просвещения», «Мирском Вестнике», «Athénée français», «Revue internationale de Theologie» и других изданиях, всегда высказываясь за свободу совести и за права науки.
С 1863 по 1874 год издавал газету «Современный Листок».
Его статьи по русским религиозным вопросам, печатавшиеся в иностранных журналах, знакомили иностранцев с русской духовной литературой. Зная несколько иностранных языков, постоянно следил за иностранной духовной литературой, с которой, в свою очередь, знакомил русскую публику в журналах «Церковно-Общественный Вестник» (1871—1884) и «Русский Паломник» (с 1885 года), который редактировал до конца жизни.
Скончался в 1904 году, похоронен на Смоленском православном кладбище.